# 新潟市水族館 マリンピア日本海
新潟市水族館（にいがたしすいぞくかん）は、新潟県新潟市中央区西船見町にある水族館。愛称はマリンピア日本海（マリンピアにほんかい）。施設は新潟市が所有し、公益財団法人新潟市海洋河川文化財団が指定管理者として運営管理を行っている。

## 概要
1964年（昭和39年）に発生し、市内各地に甚大な被害を与えた新潟地震からの復興と、新潟港の開港100周年を記念して1967年（昭和42年）夏に開催された「新潟大博覧会 （新潟博）」閉幕後の同年10月22日、新潟市関屋（現在の中央区）の新潟博会場跡地に新潟市立新潟水族館（にいがたしりつ にいがたすいぞくかん）として開館。跡地はのちに都市公園として整備され西海岸公園となり、隣接する西海岸公園市営プールなどと共に同公園の基幹施設として長らく親しまれた。
施設の老朽化や狭小化によって、来館者のニーズに対応できなくなったとして1988年（昭和63年）から改築事業が進められ、当時の水族館から約300m東に位置するかつてのレジャー施設「新潟ビーチセンター」跡地を建設地として現施設を整備し、1990年（平成2年）7月27日に移転してリニューアルオープン。この際に現名称に改称し、愛称「マリンピア日本海」が付与された。なお旧水族館の施設はその後撤去され、跡地は2002年（平成14年）に竣工した同プールの屋内プール棟の建設と、少年野球場の拡張に充てられた。
水族館としては本州日本海側最大級で、約600種20,000点の生物を飼育している。また館内の飼育生物や、新潟県内の水辺環境に関する調査や研究などを進めており、特にフンボルトペンギンの飼育や繁殖に関する研究について積極的に取り組んでいる。
また福島県いわき市のふくしま海洋科学館（アクアマリンふくしま）と2007年（平成19年）11月23日に友好館提携契約を締結しており、情報交換や技術提携など相互間の協力が図られている他、いずれかの年間入場パスポートを所有している入館者に対する割引制度も設けられている。
移転以来22年にわたって開館当初の施設を補修しながら営業を継続してきたが老朽化が著しくなったため、2012年（平成24年）8月31日の営業終了を以って展示施設を全面閉鎖し大規模な改修工事を実施、2013年（平成25年）7月15日にリニューアルオープンした。

### 主な施設
館内の展示を10のゾーンに分けて、日本海につながる様々な水環境を紹介している。
- 潮風の風景 - 7基の水槽で、海洋環境の多様性を概説し、水族館への期待感を喚起する導入部。
- 日本海 - 造波装置により潮騒の聞こえる水量800㎥の「日本海大水槽」。
- 暖流の旅 - 18基の水槽群を用いて、北赤道海流を起源とする黒潮と対馬海流の流れに沿って生物地理学的に展示している。
- 信濃川 - 日本有数の大河川「信濃川」をテーマに、10基の水槽で河口部から上流域にわたる多様な河川環境を示し、水族を展示している。
- 体験、学習 - 生物に触れて体感できる体験水槽、ライブラリー、標本展示コーナーがあり、アクアラボでは「体験プログラム」を日替わりで毎日開催。
- 水辺の小動物 - 半水生の哺乳類と鳥類を展示。日本初繁殖のバイカルアザラシ、ウミガラスなど。
- ドルフィンスタジアム - 通年・毎日開催されるイルカショーの会場。冬季期間は屋内プールで行われる。
- マリンサファリ - アザラシ・アシカ等の海生哺乳類（鰭脚類）が飼育されている。水面からだけでなく、プール下部の窓からも水中の様子が観察できる。
- ペンギン海岸 - フンボルトペンギン、イワトビペンギンを展示している。
- にいがたフィールド - ため池、水田、湧水、小川、砂丘湖等を配置し、新潟の淡水の湿地環境を再現している。

## 名称
1964年（昭和39年）の開館時の名称は、新潟市立新潟水族館（にいがたしりつ にいがたすいぞくかん）。1990年（平成2年）7月27日に移転しリニューアルオープンする際に新潟市水族館（にいがたしすいぞくかん）に改称し、愛称「マリンピア日本海（まりんぴあにほんかい）」が付与された。愛称の由来は、英語の「MARINE（海）」と「UTOPIA（理想郷）」を組み合わせた「MARINEPIA（マリンピア）」という造語。

## 沿革
- 1967年（昭和42年）10月22日 - 新潟市関屋にて、新潟市立新潟水族館として開館。
- 1990年（平成2年）7月27日 - 現在地にて移転開館。施設名称を新潟市水族館に改称、愛称「マリンピア日本海」命名。
- 2010年（平成22年）6月18日 - 消毒薬の誤使用により、展示生物が大量死する事故が発生。
- 2012年（平成24年）7月16日 - 新潟市北区太夫浜で産卵されたアカウミガメの卵の一部23個を保護。
- 2012年（平成24年）9月1日 - リニューアルのため、休館。
- 2013年（平成25年）7月15日 - リニューアルオープン。
- 2013年（平成25年）7月25日 - 2012年に保護したアカウミガメの卵のうち、孵化した6匹を信濃川河口沖に放流[8]。
- 2014年（平成26年）1月20日 - ノドグロの稚魚を一般公開[9]。
- 2020年（令和2年） - 開館30周年[10]。

## 交通

### 公共交通
- 新潟駅万代口バスターミナルから、下記路線バスを利用。
  - 新潟市観光循環バス - 「水族館前」下車すぐ
  - 新潟交通 C2 浜浦町線 - C22系統（水族館前行き）の場合、終点「水族館前」下車すぐ。本数の多いC20・21系統の場合、「岡本小路」下車徒歩8分。

- タクシー：新潟駅万代口から約12分、白山駅から約5分

### 自家用車
敷地内駐車場：640台収容（駐車料は無料）
- 北陸自動車道・新潟西ICから国道8号（新潟バイパス）女池IC・女池線・千歳大橋経由で約25分
- 磐越自動車道・新潟中央ICから女池線・千歳大橋経由で約25分
- 日本海東北自動車道・新潟亀田ICから国道49号（亀田バイパス）・国道7号（栗ノ木バイパス・明石通・東大通・柾谷小路）経由で約25分
- 国道7号（新潟バイパス）竹尾ICから赤道・みなとトンネル経由で約25分

## その他
- 前述の通り、当館とアクアマリンふくしまは友好館として交流活動を深めており、トラブルが発生した際の相互補完も行われている。
  - 2010年6月18日、飼育員が日本海大水槽を消毒する際、通常魚類の水槽には使用しない次亜塩素酸ナトリウム製剤を誤使用したのが原因で、38種7,000匹の展示生物が死ぬ事故が発生した。この大量死事故では、開館直後から飼育していたつがいのエイに加え、施設改修のためアクアマリンふくしまから預託されていたイワシ5,000匹も死んだ。だが翌6月19日、アクアマリンからマイワシ1,471匹とアカカマスと340匹が急遽寄贈されたのを受け、マリンピアは仮展示で営業を再開し、全面復旧までの間は入館料を無料とする特別措置を実施した[11]。
  - 2011年3月11日の東日本大震災では、アクアマリンふくしまが津波により被災し、多くの展示生物が死滅した。生き残った生物はマリンピアをはじめ全国8箇所の水族館に避難預託された。また震災直後からアクアマリンのWebサーバーが使用不能となったため、マリンピアのWebサイトにスペースを設け、被害状況について随時情報提供を行った。
  - 2012年9月から2013年6月まで行われた改修工事の間、展示生物はアクアマリンふくしまと新潟県内の他の水族館へ預託された。
  - 2019年から2022年にかけて4年連続でカマイルカの繁殖に成功。